# Грб Бурундија
Грб Бурундија је званични хералдички симбол афричке државе Републике Бурунди. Грб је усвојен 1966. године.
Састоји се од штита иза којег се налазе три копља. У штиту се налази глава лава на црвеном пољу. Испод штита је мото Бурундија "Unité, Travail, Progrès" (фр. Јединство, Рад, Напредак).